# 高銀
高 銀（コ・ウン、1933年8月1日 - ）は、韓国の詩人、作家、民主化活動家、元僧侶。本名は高 銀泰（コ・ウンテ、고은태）。
2015年時点で詩作が27ヶ国語に翻訳されており、韓国の報道機関では2002年ごろから2017年に長きに渡り、「ノーベル文学賞候補者」として毎年名を挙げられ、韓国文学のトップの地位にいた。しかし、韓国左派へのmetooが多発する中で、1960年代から韓国文学界隈や韓国マスコミ界隈内では公然レベルであった常習的なセクハラが告発されたことで、韓国社会で失脚した。告発された後に公の場から隠れ、告発者と報道機関へ損害賠償訴訟をしたが敗訴が確定している。

## 来歴
1933年8月1日、全羅北道群山（現群山市米龍洞龍屯村）に生まれる。本貫は済州高氏。群山中学校中退。1952年、慶尚南道の古刹海印寺に入山し、一超という法名を授かる。僧侶生活を送るなか、1958年に詩「肺結核｣を発表した。1960年に初の詩集『彼岸感性』を出版した。
なお、朝鮮戦争時期に龍屯村付近で発生した良民虐殺事件のせいで、左翼活動をしていた高銀の一家親族は村人に白い目で見られ、本人も故郷を離れた後に母と家族に背を向けて続けたためさらに反感を買った。2006年の時点で生家はまともに保存されておらず、その標識も生家からかなり離れたところに設置された。

### 還俗と民主化運動
1962年に僧侶を辞める還俗し、放浪する詩製作活動を開始。1967年から本格的な詩の創作活動を開始。朴正煕政権下の1970年代には自由言論実践文人協議会の代表幹事となっていた。そして当時獄中にあった詩人金芝河の救援運動など韓国民主化運動に参加、たびたび投獄された。1979年民主主義と民族統一のための国民連合副議長になった。1980年、在野の民主化運動家だった金大中らとともに国家保安法違反で逮捕され、懲役10年の判決を受けた。1982年、刑の執行停止で出獄した。軍法会議にかけられ、懲役10年の判決を受けたが’82年に刑の執行停止で出獄した。1987年から韓国民族文学作家会議（作家会議）副議長として獄中作家の釈放運動を行った。

### 韓国の民主化以降
1988年、『創作と批評』誌の万海文学賞を受賞。韓国と北朝鮮の作家や芸術家同士が交流することに力を入れており、南北作家会談の代表団長も務めている。韓国芸術総合学校で教鞭も執る。1996年にはドイツの5都市で巡回公演と朗読会を行った。2000年6月の南北首脳会談の際には金大中大統領に同行し、南北両首脳の前で統一への思いを詠んだ詩を朗読した。また2014年には京畿道水原市に建立された慰安婦像の除幕式に出席し、詩を捧げた。
韓国では韓国文学を代表する人物として尊敬され、ノーベル賞発表時にほぼ15年間にわたって受賞の期待で話題に上っていた。特に2017年には韓国右派の朴槿恵政権の退陣を主張し、韓国左派の文在寅新大統領を生んだろうそく集会（朴槿恵大統領退陣運動）に積極参加し、それに関わる詩も発表していた。

### 歴年のセクハラへの告発
しかし、2017年に女性詩人のチェ・ヨンミが季刊誌『黄海文化』冬号に発表した詩「怪物」で、直接高銀とは名指しせずに「En先生」がかなり前から常習的なセクシャルハラスメントを行っていたことを表現した。2018年2月にチェ・ヨンミは「彼は常習犯だ。何度も余りにも多くの性的嫌がらせ（性醜行と性戲弄）を目撃したし被害を受けた。被害者が数えきれないほど多い。」とニュース番組に出演して「En先生」の行状を暴露した。チェ詩人は高銀のセクハラを是認する韓国民族文学作家会議（作家会議）からも1990年代半ばに脱退していた。理由について、高銀のセクハラを引き止めるどころか、「天才芸術家の風変りな行動と受け止める雰囲気」であり、「誰かを告発する意欲が出なかった」と明かしている。
これを受けて男性詩人のリュグンは自分のフェイスブックで「60〜70年代から公然だった（高銀）詩人の手癖の悪さをまるで初めて聞いたように振る舞う文人たちとマスコミの反応が驚くべき」と打ち明け、文壇では有名だった高銀のセクハラを以前から知っておきながら、韓国文学のトップに祭り上げていたマスコミや文学関係者なども共犯であると批判した。
高銀のセクハラが告発された事態を受け、ソウル市はソウル図書館内に設置されていた、高銀の書斎を再現する空間「万人の部屋」を2018年3月までに撤去した。
高銀はチェ・ヨンミと東亜日報を相手に損害賠償を請求する訴訟を2018年7月に提訴したが、2審で敗訴後大法院に上告しなかった。そのため、2019年12月に高銀側の敗訴が確定した。
その後もセクハラ暴露以降から何の釈明や謝罪も一切しない中で、2023年1月に実践文学社から「新作詩集」と「外国人との対談書籍」で「謝罪のない復帰」しようとしたため、韓国世論の批判で出版社は謝罪表明し、出版停止となった。同月19日、実践文学社の編集諮問委員である中央大学校文芸創作科のイ・スンハ教授は「高銀氏に必要なのは、自己反省と謝罪だ」と指摘し、編集諮問委員の辞任表明した。

## 作品

### 『彼岸感性』
高銀の最初の詩集で、代表作の一つとされる。청우（晴雨）出版社から1960年に刊行された。40余編を収める。1970年代以降の高銀の作品とは違い虚無主義的で耽美的な世界を表出している。その創作の背景には朝鮮戦争によって多くの人の死に遭遇した高銀の受けた衝撃と精神的な傷があると理解されている。

### 『萬人譜』
5600人余りの人物を題材とした全4001編からなる詩集で、1986年から2010年にかけて書かれた。創批社から刊行され、全30巻である。取り上げられた人物は高銀の家族親戚から金九のような歴史的人物などまで多様で、作品中で実名で描写されている。高銀の代表作とされ、なかでも農家の下男や嫁、地主など様々な民衆の哀感を表出した点が特に評価されている。世界各国で英語ほか30以上の言語で翻訳出版された。1986年から1989年までに刊行された第9巻までによって第3回萬海文学賞と第12回韓国文学作家賞および中央文化大賞芸術賞を受賞した。

### 『白頭山』
1987年から1994年にかけて出版された全7巻の長編叙事詩である。白頭山一帯と豆満江流域を舞台に対日義兵戦争および日本の植民地支配からの解放を目指す独立闘争（朝鮮独立運動）における民衆の働きを激烈な語調で描き出す。「民衆解放と民族統一への意志を強烈に表出した作品と評価されている。」

## 文学賞受賞歴
- 1974年 第1回 韓国文学賞
- 1989年 第3回 萬海文学賞[22]
- 1991年 中央文化大賞芸術賞[22]
- 1993年 第1回 大山文学賞
- 1998年 第1回 萬海詩文学賞
- 2004年 第18回 丹斎賞
- 2005年 第10回 ヌッポム統一賞
- 2006年 第3回 シカダ賞
- 2007年 第5回 永郎詩文学賞
- 2007年 グリフィン詩賞(en) 生涯功労賞
- 2008年 大韓民国芸術院賞 文学部門賞
- 2011年 アメリカ・アワード(en)
- 2014年 ストルガ詩の夕べ金冠賞
- 2014年 北南国際文学賞
- 2017年 国際詩人賞(Fondazione Roma)

## 栄典
- 2002年 銀冠文化勲章
- 2005年 ビョルンソン勲章
- 2011年 済州島 名誉島民証

## 日本語訳

### 自著
- 『祖国の星 高銀詩集』（新幹社草風館、1989年）
- 『華厳経』（御茶の水書房、1995年）
- 『「アジア」の渚で 日韓詩人の対話』（吉増剛造共著、藤原書店、2005年）
- 『高銀詩選集 いま､君に詩が来たのか』（藤原書店、2007年）
- 『韓国三人詩選』（金洙暎・金春洙共著、彩流社、2007年）
- 『詩魂』（石牟礼道子共著、藤原書店、2015年）

### 寄稿
- 「民族文学の行方」（金学鉉編「第三世界と民衆文学 韓国文学の思想」所収、社会評論社、1981年）
- 「世紀末の精神的指向もとめ苦悩する時」（李恢成編「時代と人間の運命」所収、同時代社、1996年）
- 「東アジアにおける自然と文学を考える」（山里勝己編「自然と文学のダイアローグ」所収、彩流社、2004年）
- 「海の華厳」（日野原重明編「いのちの叫び」所収、藤原書店、2006年）
- 「韓国のまなざし.ささやかな省察」（結城正美編「「場所」の詩学 環境文学とは何か」所収、藤原書店、2008年）
- 「東アジア言語の広場のために」（石崎晴己編「21世紀の知識人 フランス、東アジア、そして世界」所収、藤原書店、2008年）
- 「青空」（佐川亜紀編「地球は美しい 日韓環境詩選集」所収、土曜美術社出版、2010年）
- 「ある隣人の衷心」（藤原書店編集部編「3・11と私 東日本大震災で考えたこと」所収、藤原書店、2012年）
- 「詩を探し求める鄭喜成、十年の苦闘」（鄭喜成著「詩を探し求めて 鄭喜成詩選集」所収、藤原書店、2012年）
- 「あなたは“友”です」（藤原書店編集部編「われわれの小田実」所収、藤原書店、2013年）
- 「現在の東アジアをどうみるか」（小倉紀蔵編「日韓関係の争点」所収、藤原書店、2014年）
- 「新しい時代の文学」（富岡幸一郎編「文学の再生へ 野間宏から現代を読む」所収、藤原書店、2015年）
- 「「アジア」はあるか」（藤原書店編集部編「「アジア」を考える 2000〜2015」所収、藤原書店、2015年）